# Gnimi
Gnimi est un village du département et la commune urbaine de Dano, situé dans la province de l’Ioba et la région du Sud-Ouest au Burkina Faso.

## Géographie

### Démographie
- En 2006, le village comptait 1 247 habitants recensés, dont 52,6 % de femmes[1].